# Nóide Cerqueira
Nóide Cerqueira (Feira de Santana, 5 de maio de 1940 — 19 de janeiro de 1995) foi um advogado e político brasileiro.